# Aéronavale
Aéronavale (zkratka z Aéronautique navale, francouzsky  doslova námořní vzduchoplavba; v letech 1998-2006 Aviation navale, námořní letectvo) je leteckou složkou válečného námořnictva Francie. Skládá se ze tří základních typů bojových jednotek:
- stíhacích a úderných strojů Rafale M, a podpůrných letadel Grumman E-2 Hawkeye operujících z letadlové lodi Charles de Gaulle (R91),
- hlídkových a protiponorkových jednotek vybavených letadly Atlantique 2 operujících z pobřežních základen,
- vrtulníků (Lynx, Dauphin a NH 90) operujících z palub torpédoborců a fregat.

Jeho početní stav v současné době představuje okolo 6800 osob a velitelské stanoviště námořní aviatiky (ALAVIA) se nachází na základně Toulon. Základní operační jednotka Aéronavale, nejčastěji v síle dvanácti strojů, odpovídající peruti, se nazývá flottille (flotila).
Francie v současné době disponuje nejsilnější palubní leteckou skupinou mezi evropskými zeměmi, a jediným námořnictvem Evropy užívajícím letadlovou loď umožňující provoz letounů charakteristik CATOBAR.

## Přehled letecké techniky
Tabulka obsahuje přehled letecké techniky Aéronavale podle Flightglobal.com.
| Název                                  | Původ              | Určení                                  | Verze               | V aktivní službě | Poznámky                   |                |
| Bojové letouny                         | Bojové letouny     | Bojové letouny                          | Bojové letouny      | Bojové letouny   | Bojové letouny             | Bojové letouny |
| -------------------------------------- | ------------------ | --------------------------------------- | ------------------- | ---------------- | -------------------------- | -------------- |
| Dassault Rafale                        | Francie            | palubní víceúčelový bojový letoun       | Rafale M            | 37               | Objednány další 3 kusy.    |                |
| Speciální letouny                      |                    |                                         |                     |                  |                            |                |
| Breguet Atlantic                       | Francie            | námořní hlídkový letoun                 | Atlantique II       | 22               |                            |                |
| Dassault Falcon 20                     | Francie            | námořní hlídkový letoun                 | Falcon 200 Guardian | 5                |                            |                |
| Dassault Falcon 50                     | Francie            | námořní hlídkový letoun                 | Falcon 50 M         | 8                |                            |                |
| Grumman E-2 Hawkeye                    | USA                | palubní letoun včasné výstrahy          | E-2C                | 3                |                            |                |
| Dopravní a transportní letouny         |                    |                                         |                     |                  |                            |                |
| Dassault Falcon 10                     | Francie            | proudový užitkový/lehký dopravní letoun | Falcon 10/100       | 6                |                            |                |
| Embraer EMB 121 Xingu                  | Brazílie           | užitkový/lehký transportní letoun       |                     | 10               |                            |                |
| Vrtulníky                              |                    |                                         |                     |                  |                            |                |
| Eurocopter AS365 Dauphin/AS565 Panther | EU                 | záchranný/transportní/palubní vrtulník  | AS365F/N, AS565     | 27               |                            |                |
| Eurocopter EC 725                      | EU                 | užitkový vrtulník                       | H225M Caracal       | 2                |                            |                |
| NH90 Caïman                            | EU                 | palubní vrtulník                        | NFH90 Caïman-Marine | 16               | Objednáno dalších 11 kusů. |                |
| Westland Lynx                          | Spojené království | víceúčelový palubní vrtulník            | HAS.2/HAS.4         | 21               |                            |                |
| Alouette III                           | Francie            | lehký víceúčelový vrtulník              | SA316/SA319/SE3160  | 22               |                            |                |
| Cvičná letadla                         |                    |                                         |                     |                  |                            |                |
| Jetstream 41                           | Spojené království | dvoumotorový cvičný letoun              |                     | 2                |                            |                |